# Viișoara (Teleorman)
Pour les articles homonymes, voir Viișoara.
Viișoara est une commune du județ de Teleorman en Roumanie.